# Bill McKibben
William Ernest Bill McKibben (né le 8 décembre 1960 à Palo Alto) est un journaliste, auteur et militant écologiste américain. Il a consacré l'essentiel de sa carrière journalistique à l'environnement et plus particulièrement au réchauffement climatique. En 2007, il fonde l'association 350.org et remporte pour cela le Prix Nobel alternatif.

## Biographie
Diplômé d'Harvard, Bill McKibben commence sa carrière au New Yorker où il écrit cinq années durant pour la rubrique « Talk of the Town », pour laquelle il parcourt New York ; il crée alors un foyer pour les sans-abris. Il quitte le magazine lorsque son rédacteur en chef William Shawn est forcé de partir en 1987. Âgé de 26 ans, il devient alors journaliste et essayiste indépendant.
Il commence à militer ouvertement contre le réchauffement climatique au début des années 2000 et crée en 2007 l'organisation non gouvernementale à vocation internationale 350.org.
Dans les années 2010, il s'engage contre le projet d'oléoduc Keystone ; il est arrêté en septembre 2011, lors de manifestations réclamant l'arrêt de la construction de cette infrastructure pétrolière et emprisonné 3 jours.
En 2012, The Boston Globe dit de Bill McKibben qu'il est « devenu la nouvelle star des écologistes », dont l'homme politique Al Gore « loue “la passion, la sincérité et les connaissances impressionnantes” », tandis que le magazine Time le qualifie de « meilleur journaliste environnemental au monde ». Le journaliste Stéphane Foucart du Monde estime en 2015 que Bill McKibben est « devenu l’une des personnalités les plus influentes de la lutte contre le réchauffement ». Selon The Boston Globe, malgré son succès, le militant écologiste est apprécié pour sa simplicité et son humilité. Il est néanmoins vigoureusement critiqué par certains animateurs de radio ou de télévision conservateurs tels que Rush Limbaugh ou Glenn Beck.
Pendant la campagne pour les Primaires présidentielles du Parti démocrate américain de 2016, Bill McKibben sert de remplaçant politique au sénateur du Vermont Bernie Sanders, l'unique candidat face à Hillary Clinton. Bernie Sanders nomme d'ailleurs Bill McKibben au sein du comité chargé d'écrire le programme politique du Parti démocrate pour 2016.

### Vie privée
Bill McKibben réside dans le Vermont, est marié à l’écrivaine Sue Halpern et a une fille, née en 1993.

## Récompenses
- Prix Gandhi pour la paix (2013)[7].
- Prix Sophie (2013).
- Prix Nobel alternatif (2014).

## Ouvrages et publications
- La Nature assassinée [« The End of Nature »]  (trad. de l'anglais), Fixot, 1994 (1re éd. 1989), 232 p. (ISBN 0-385-41604-0)
- The Age of Missing Information, 1992  (ISBN 0-394-58933-5)
- Hope, Human and Wild: True Stories of Living Lightly on the Earth, 1995  (ISBN 0-316-56064-2)
- Maybe One: A Personal and Environmental Argument for Single Child Families, 1998  (ISBN 0-684-85281-0)
- Hundred Dollar Holiday (1998)  (ISBN 0-684-85595-X)
- Long Distance: Testing the Limits of Body and Spirit in a Year of Living Strenuously, 2001  (ISBN 0-452-28270-5)
- Enough: Staying Human in an Engineered Age, 2003  (ISBN 0-8050-7096-6)
- Wandering Home, 2005  (ISBN 0-609-61073-2)
- The Comforting Whirlwind : God, Job, and the Scale of Creation, 2005  (ISBN 1-56101-234-3)
- Deep Economy: The Wealth of Communities and the Durable Future (en), 2007  (ISBN 0-8050-7626-3)
- Fight Global Warming Now: The Handbook for Taking Action in Your Community, 2007
- The Bill McKibben Reader: Pieces from an Active Life, 2008  (ISBN 9780805076271)
- American Earth: Environmental Writing Since Thoreau, 2008  (ISBN 9781598530209)
- Eaarth: Making a Life on a Tough New Planet (en), 2010  (ISBN 978-0-8050-9056-7)
- The Global Warming Reader, OR Books, 2011  (ISBN 978-1-935928-36-2)
- Oil and Honey: The Education of an Unlikely Activist, Times Books, 2013  (ISBN 9780805092844)